# Lista de telenovelas da Rede Tupi

Logotipo da Rede Tupi.

As telenovelas da Rede Tupi estão relacionadas nesta lista, que apresenta: data de início, data do final e quantidade de capítulos das telenovelas dessa emissora. A Rede Tupi foi uma emissora brasileira fundada na cidade de São Paulo em 18 de setembro de 1950 pelo jornalista e empresário Assis Chateaubriand (1892-1968), que ao longo de sua existência exibiu mais de duzentas telenovelas. O pioneirismo se deu com Sua Vida Me Pertence, a primeira telenovela exibida no Brasil. A emissora permaneceu no ar até 18 de julho de 1980.
Por fim, observa-se que a grande maioria das novelas da Tupi foram rodadas em São Paulo, porém, no Rio e em Belo Horizonte também foram realizadas telenovelas.

## Telenovelas por ordem de exibição

### Década de 1950
| Início                  | Término                | Título                         | Cap. | Horário | Autoria           | Diretor               | Ref    |
| ----------------------- | ---------------------- | ------------------------------ | ---- | ------- | ----------------- | --------------------- | ------ |
| 21 de dezembro de 1951  | 8 de fevereiro de 1952 | Sua Vida Me Pertence           | 15   | 20h00   | Walter Forster    | Walter Forster        | [ 1 ]  |
| 11 de fevereiro de 1952 | 25 de abril de 1952    | Direto ao Coração              | 20   | 20h00   | José Castellar    | José Castellar        | [ 2 ]  |
| 6 de maio de 1952       | 10 de Julho de 1952    | Meu Trágico Destino            | 20   | 20h00   | J. Silvestre      | Ciro Bassini          | [ 3 ]  |
| 1952                    | 1952                   | Noivado nas Trevas             |      | 20h00   | José Castellar    | José Castellar        | [ 4 ]  |
| 1952                    | 1952                   | Rosas para o Meu Amor          |      | 20h00   | José Castellar    | José Castellar        | [ 5 ]  |
| 1952                    | 1952                   | Um Beijo na Sombra             |      | 20h00   | José Castellar    | Walter Stuart         | [ 6 ]  |
| 1952                    | 1953                   | Uma Semana de Vida             | 30   | 20h00   | J. Silvestre      | Walter Stuart         | [ 7 ]  |
| 1953                    | 1953                   | A Viúva                        | 20   | 20h00   | J. Silvestre      | Ciro Bassini          | [ 8 ]  |
| 1953                    | 1953                   | Abismo                         | 8    | 20h00   | J. Silvestre      | Ciro Bassini          | [ 9 ]  |
| 1953                    | 1953                   | Aladim e a Lâmpada Maravilhosa |      | 20h00   | Tatiana Belinky   | Júlio Gouveia         | [ 10 ] |
| 1953                    | 1953                   | Ímpeto                         |      | 20h00   | Dionísio Azevedo  | Dionísio Azevedo      | [ 8 ]  |
| 1953                    | 1953                   | Minha Boneca                   |      | 20h00   | José Castellar    | José Castellar        | [ 8 ]  |
| 1953                    | 1953                   | Na Solidão da Noite            |      | 20h00   | Péricles Leal     | Dionísio Azevedo      | [ 8 ]  |
| 1953                    | 1953                   | O Último Inverno               |      | 20h00   | José Castellar    | José Castellar        | [ 8 ]  |
| 1953                    | 1953                   | Os Humildes                    |      | 20h00   | Dionísio Azevedo  | Dionísio Azevedo      | [ 8 ]  |
| 1953                    | 1954                   | Segundos Fatais                |      | 20h00   | J. Silvestre      | Fernando Baleroni     | [ 8 ]  |
| 1954                    | 1954                   | Aventuras de D. Quixote        |      | 20h00   | Ciro Bassini      | Ciro Bassini          | [ 11 ] |
| 1954                    | 1954                   | Labakam, o Alfaiate            |      | 20h00   | Ciro Bassini      | Ciro Bassini          | [ 11 ] |
| 1954                    | 1954                   | O Grande Sonho                 |      | 20h00   | Fernando Baleroni | Fernando Baleroni     | [ 11 ] |
| 1954                    | 1954                   | O Homem Sem Passado            | 50   | 20h00   | Péricles Leal     | Ciro Bassini          | [ 11 ] |
| 1954                    | 1954                   | Pinocchio                      |      | 20h00   | Ciro Bassini      | Ciro Bassini          | [ 11 ] |
| 1954                    | 1955                   | Sangue na Terra                |      | 20h00   | Péricles Leal     | Ciro Bassini          | [ 11 ] |
| 1954                    | 1954                   | Ciúme                          |      | 20h00   |                   |                       | [ 12 ] |
| 1955                    | 1955                   | As Professoras                 |      | 20h00   | J. Silvestre      | J. Silvestre          | [ 12 ] |
| 1955                    | 1955                   | Bocage                         |      | 20h00   | Dionísio Azevedo  | Dionísio Azevedo      | [ 12 ] |
| 1955                    | 1955                   | Ambição                        |      | 20h00   |                   |                       | [ 12 ] |
| 1955                    | 1955                   | Jane Eyre                      |      | 20h00   |                   |                       | [ 12 ] |
| 1955                    | 1955                   | Kim                            |      | 20h00   |                   |                       | [ 12 ] |
| 1955                    | 1955                   | Miguel Strogof                 |      | 20h00   |                   |                       | [ 12 ] |
| 1955                    | 1955                   | Os Dez Mandamentos             |      | 20h00   | Tatiana Belinky   | Júlio Gouveia         | [ 12 ] |
| 1955                    | 1955                   | Os Irmãos Corsos               |      | 20h00   |                   |                       | [ 12 ] |
| 1955                    | 1955                   | Oliver Twist                   |      | 20h00   |                   |                       | [ 12 ] |
| 1955                    | 1955                   | Peter Pan                      |      | 20h00   |                   |                       | [ 12 ] |
| 1955                    | 1955                   | Suspeita                       |      | 20h00   |                   |                       | [ 12 ] |
| 1956                    | 1956                   | A Família Boaventura           |      | 20h00   | J. Silvestre      | J. Silvestre          | [ 13 ] |
| 1956                    | 1956                   | Bidu e Bimbim                  |      | 20h00   | Dionísio Azevedo  | Dionísio Azevedo      | [ 13 ] |
| 1956                    | 1956                   | César e Cleópatra              |      | 20h00   | Ciro Bassini      | Ciro Bassini          | [ 13 ] |
| 1956                    | 1956                   | Conde de Monte Cristo          |      | 20h00   | Ciro Bassini      | Ciro Bassini          | [ 13 ] |
| 1956                    | 1956                   | Heidi                          |      | 20h00   | Tatiana Belinky   | Júlio Gouveia         | [ 13 ] |
| 1956                    | 1956                   | O Palhaço                      |      | 20h00   |                   |                       | [ 13 ] |
| 1956                    | 1956                   | O Volante Fantasma             | 40   | 20h00   | Péricles Leal     | Péricles Leal         | [ 13 ] |
| 1956                    | 1956                   | Robin Hood                     |      | 20h00   |                   |                       | [ 13 ] |
| 1956                    | 1956                   | Scaramouche                    | 30   | 20h00   |                   |                       | [ 13 ] |
| 9 de outubro de 1956    | 17 de janeiro de 1957  | Pollyana                       | 30   | 20h00   | Tatiana Belinky   | Júlio Gouveia         | [ 13 ] |
| 1957                    | 1957                   | A Canção de Bernadete          |      | 20h00   | Paulo Porto       | Paulo Porto           | [ 14 ] |
| 1957                    | 1957                   | As Solteironas                 |      | 20h00   |                   |                       | [ 14 ] |
| 1957                    | 1957                   | Caminhos Incertos              |      | 20h00   |                   |                       | [ 14 ] |
| 1957                    | 1957                   | Arsène Lupin                   |      | 20h00   |                   |                       | [ 14 ] |
| 1957                    | 1957                   | Coração Inquieto               |      | 20h00   | Stefan Zweig      | Stefan Zweig          | [ 14 ] |
| 1957                    | 1957                   | Cristóvão Colombo              |      | 20h00   | Júlio Gouvêa      |                       | [ 14 ] |
| 1957                    | 1957                   | Lever No Espaço                | 23   | 20h00   | Mário Fanucchi    | Cassiano Gabus Mendes | [ 14 ] |
| 1957                    | 1957                   | O Corcunda de Notre Dame       | 25   | 20h00   | Mário Fanucchi    | Mário Fanucchi        | [ 14 ] |
| 1957                    | 1957                   | Os Três Mosqueteiros           | 35   | 20h00   | José Castellar    | Walter Stuart         | [ 14 ] |
| 1957                    | 1957                   | Pequeno Mundo de D. Camilo     |      | 20h00   |                   |                       | [ 14 ] |
| 1958                    | 1958                   | A Ponte de Waterloo            |      | 20h00   | Geraldo Vietri    | Geraldo Vietri        | [ 15 ] |
| 1958                    | 1958                   | A Princesinha                  |      | 20h00   | Geraldo Vietri    | Geraldo Vietri        | [ 15 ] |
| 1958                    | 1958                   | A Única Verdade                |      | 20h00   | Geraldo Vietri    | Geraldo Vietri        | [ 15 ] |
| 1958                    | 1958                   | Aventuras de Marco Polo        |      | 20h00   | Vicente Sesso     | Geraldo Vietri        | [ 15 ] |
| 1958                    | 1958                   | Aventuras de Tom Sawyer        |      | 20h00   | Tatiana Belinky   | Antonino Seabra       | [ 15 ] |
| 1958                    | 1958                   | George Sand                    | 48   | 20h00   | Sérgio Viotti     |                       | [ 15 ] |
| 1958                    | 1958                   | Marcelino, Pão e Vinho         |      | 20h00   | Sylas Roberg      |                       | [ 15 ] |
| 1958                    | 1958                   | Máscara de Ferro               |      | 20h00   | Sérgio Viotti     |                       | [ 15 ] |
| 1958                    | 1958                   | Nicholas                       |      | 20h00   |                   |                       | [ 15 ] |
| 1958                    | 1958                   | A Muralha                      |      | 20h00   |                   |                       |        |
| 1958                    | 1958                   | Os Miseráveis                  |      | 20h00   |                   |                       | [ 15 ] |
| 1958                    | 1958                   | Primavera                      | 33   | 20h00   | Paulo Porto       | Júlio Gouveia         | [ 15 ] |
| 1958                    | 1958                   | Simbad, o Marujo               |      | 20h00   |                   |                       | [ 15 ] |
| 1958                    | 1958                   | Sublime Obsessão               |      | 20h00   | Geraldo Vietri    | Geraldo Vietri        | [ 15 ] |
| 8 de julho de 1958      | 16 de dezembro de 1958 | Pollyana Moça                  | 45   | 20h00   | Tatiana Belinky   | Júlio Gouveia         | [ 15 ] |
| 1959                    | 1959                   | José do Egito                  |      | 20h00   | Tatiana Belinky   | Júlio Gouveia         | [ 15 ] |
| 1959                    | 1959                   | Angélika                       |      | 20h00   | Tatiana Belinky   | Júlio Gouveia         | [ 16 ] |
| 1959                    | 1959                   | Doutor Jivago                  |      | 20h00   |                   |                       | [ 16 ] |
| 1959                    | 1959                   | O Cisne Encantado              |      | 20h00   |                   |                       | [ 16 ] |
| 1959                    | 1959                   | O Jardim Encantado             | 45   | 20h00   | Vicente Sesso     |                       | [ 16 ] |
| 1959                    | 1959                   | O Sertão Desaparecido          |      | 20h00   |                   |                       | [ 16 ] |
| 1959                    | 1959                   | Trágica Mentira                | 55   | 20h00   | Paulo Porto       |                       | [ 16 ] |
| 1959                    | 1959                   | Um Lugar ao Sol                |      | 20h00   |                   |                       | [ 16 ] |

### Década de 1960
| Início                                                                                      | Término                                         | Título                            | Cap. | Horário               | Autoria                                      | Diretor                                          | Ref    |
| ------------------------------------------------------------------------------------------- | ----------------------------------------------- | --------------------------------- | ---- | --------------------- | -------------------------------------------- | ------------------------------------------------ | ------ |
| Entre 1960 e 1964 mais de 30 novelas, as quais não estão listadas abaixo, foram produzidas. |                                                 |                                   |      |                       |                                              |                                                  |        |
| 2 de março de 1964                                                                          | 8 de maio de 1964                               | Alma Cigana                       | 50   | 20h00                 | Ivani Ribeiro                                | Geraldo Vietri                                   | [ 18 ] |
| 11 de maio de 1964                                                                          | 2 de julho de 1964                              | A Gata                            | 39   | 20h00                 | Ivani Ribeiro                                | Geraldo Vietri                                   | [ 19 ] |
| 3 de julho de 1964                                                                          | 7 de setembro de 1964                           | Se o Mar Contasse.                | 46   | 20h00                 | Ivani Ribeiro                                | Geraldo Vietri                                   | [ 20 ] |
| 20 de julho de 1964                                                                         | 19 de setembro de 1964                          | O Segredo de Laura                | 45   | 18h30                 | Vida Alves                                   | José Parisi                                      | [ 21 ] |
| 8 de setembro de 1964                                                                       | 3 de novembro de 1964                           | Quando o Amor É Mais Forte        | 41   | 20h00                 | Pola Civelli                                 | Geraldo Vietri                                   | [ 22 ] |
| 21 de setembro de 1964                                                                      | 13 de novembro de 1964                          | Quem Casa com Maria?              | 35   | 18h30                 | Lúcia Lambertini                             | Henrique Martins                                 | [ 23 ] |
| Setembro de 1964 (RJ) 16 de junho de 1965 (SP)                                              | Dezembro de 1964 (RJ) 17 de agosto de 1965 (SP) | O Acusador                        | 42   | 21h00                 | Janete Clair                                 | Fábio Sabag                                      | [ 24 ] |
| 4 de novembro de 1964                                                                       | 9 de janeiro de 1965                            | O Sorriso de Helena               | 48   | 20h00                 | Walter George Durst                          | Geraldo Vietri                                   | [ 25 ] |
| 7 de dezembro de 1964                                                                       | 13 de agosto de 1965                            | O Direito de Nascer               | 180  | 21h30                 | Talma de Oliveira Teixeira Filho             | Lima Duarte José Parisi Henrique Martins         | [ 26 ] |
| 14 de dezembro de 1964                                                                      | 6 de março de 1965                              | Gutierritos, o Drama dos Humildes | 60   | 19h00                 | Walter George Durst                          | Wanda Kosmo                                      | [ 27 ] |
| 11 de janeiro de 1965                                                                       | 30 de março de 1965                             | Teresa (1965)                     | 69   | 20h00                 | Walter George Durst                          | Geraldo Vietri                                   | [ 28 ] |
| 8 de março de 1965                                                                          | 15 de maio de 1965                              | O Mestiço                         | 50   | 19h00                 | Cláudio Petraglia                            | Wanda Kosmo                                      | [ 29 ] |
| 1 de abril de 1965                                                                          | 13 de julho de 1965                             | O Cara Suja                       | 91   | 20h00                 | Walter George Durst                          | Geraldo Vietri                                   | [ 30 ] |
| 17 de maio de 1965                                                                          | 20 de julho de 1965                             | Olhos que Amei                    | 50   | 19h00                 | Eurico Silva                                 | Wanda Kosmo                                      | [ 31 ] |
| 14 de julho de 1965                                                                         | 8 de outubro de 1965                            | A Outra                           | 85   | 20h00                 | Walter George Durst                          | Geraldo Vietri                                   | [ 32 ] |
| 27 de julho de 1965                                                                         | 20 de outubro de 1965                           | A Cor de Sua Pele                 | 63   | 19h00                 | Walter George Durst                          | Wanda Kosmo                                      | [ 33 ] |
| 16 de agosto de 1965                                                                        | 28 de fevereiro de 1966                         | O Preço de uma Vida               | 141  | 21h30                 | Talma de Oliveira Teixeira Filho             | Henrique Martins José Parisi                     | [ 34 ] |
| 13 de setembro de 1965                                                                      | 27 de novembro de 1965                          | Fatalidade                        | 55   | 19h00                 | Oduvaldo Vianna                              | José Parisi                                      | [ 35 ] |
| 22 de outubro de 1965                                                                       | 28 de fevereiro de 1966                         | O Pecado de Cada Um               | 91   | 19h00                 | Wanda Kosmo                                  | Wanda Kosmo                                      | [ 36 ] |
| 1 de novembro de 1965                                                                       | 10 de fevereiro de 1966                         | Um Rosto Perdido                  | 88   | 19h00                 | Walter George Durst                          | Geraldo Vietri                                   | [ 37 ] |
| 29 de novembro de 1965                                                                      | 12 de fevereiro de 1966                         | Ana Maria, Meu Amor               | 55   | 19h30                 | Alves Teixeira                               | José Parisi                                      | [ 38 ] |
| 1 de março de 1966                                                                          | 30 de abril de 1966                             | Calúnia                           | 53   | 20h00                 | Talma de Oliveira                            | Wanda Kosmo                                      | [ 39 ] |
| 1 de março de 1966                                                                          | 30 de abril de 1966                             | A Inimiga                         | 44   | 21h30                 | Geraldo Vietri                               | Geraldo Vietri                                   | [ 40 ] |
| 2 de maio de 1966                                                                           | 25 de outubro de 1966                           | Somos Todos Irmãos                | 151  | 20h00                 | Benedito Ruy Barbosa                         | Wanda Kosmo                                      | [ 41 ] |
| 2 de maio de 1966                                                                           | 28 de julho de 1966                             | A Ré Misteriosa                   | 64   | 21h30                 | Geraldo Vietri                               | Geraldo Vietri                                   | [ 42 ] |
| 1 de agosto de 1966                                                                         | 30 de dezembro de 1966                          | Ciúme                             | 110  | 21h30                 | Talma de Oliveira                            | Benjamin Cazzan                                  | [ 43 ] |
| 5 de setembro de 1966                                                                       | 25 de fevereiro de 1967                         | Os Irmãos Corsos                  | 125  | 19h00                 | Daniel Más                                   | José Parisi Juca de Oliveira                     | [ 44 ] |
| 26 de outubro de 1966                                                                       | 18 de março de 1967                             | O Anjo e o Vagabundo              | 125  | 20h00                 | Benedito Ruy Barbosa                         | Wanda Kosmo                                      | [ 45 ] |
| 2 de janeiro de 1967                                                                        | 22 de abril de 1967                             | Angústia de Amar                  | 79   | 21h30                 | Dora Cavalcanti                              | Geraldo Vietri                                   | [ 46 ] |
| 9 de janeiro de 1967                                                                        | 31 de março de 1967                             | Yoshico, um Poema de Amor         | 60   | 18h30                 | Lúcia Lambertini                             | Antônio Abujamra                                 | [ 47 ] |
| 27 de fevereiro de 1967                                                                     | 23 de março de 1967                             | A Intrusa                         | 20   | 19h00                 | Geraldo Vietri                               | Geraldo Vietri                                   | [ 48 ] |
| 20 de março de 1967                                                                         | 30 de setembro de 1967                          | Meu Filho, Minha Vida             | 167  | 20h00                 | Walter George Durst                          | Wanda Kosmo                                      | [ 49 ] |
| 24 de março de 1967                                                                         | 29 de abril de 1967                             | A Ponte de Waterloo               | 25   | 19h00                 | Geraldo Vietri                               | Geraldo Vietri                                   | [ 50 ] |
| 3 de abril de 1967                                                                          | 29 de abril de 1967                             | O Jardineiro Espanhol             | 65   | 18h30                 | Tatiana Belincky                             | Antônio Abujamra                                 | [ 51 ] |
| 24 de abril de 1967                                                                         | 22 de setembro de 1967                          | Paixão Proibida                   | 110  | 21h30                 | Janete Clair                                 | Geraldo Vietri                                   | [ 52 ] |
| 1 de maio de 1967                                                                           | 2 de junho de 1967                              | Éramos Seis                       | 25   | 19h00                 | Pola Civelli                                 | Hélio Souto                                      | [ 53 ] |
| 1 de maio de 1967                                                                           | 22 de julho de 1967                             | O Pequeno Lord                    | 85   | 18h30                 | Tatiana Belincky                             | Antônio Abujamra                                 | [ 54 ] |
| 3 de junho de 1967                                                                          | 10 de julho de 1967                             | A Hora Marcada                    | 25   | 19h00                 | Ciro Bassini                                 | Ciro Bassini                                     | [ 55 ] |
| 11 de julho de 1967                                                                         | 29 de julho de 1967                             | Encontro com o Passado            | 20   | 19h00                 | Ciro Bassini                                 | Ciro Bassini                                     | [ 56 ] |
| 31 de agosto de 1967                                                                        | 30 de dezembro de 1967                          | Presídio de Mulheres              | 65   | 19h00                 | Mário Lago                                   | Ciro Bassini                                     | [ 57 ] |
| 25 de setembro de 1967                                                                      | 30 de março de 1968                             | Os Rebeldes                       | 135  | 21h30                 | Geraldo Vietri Walther Negrão                | Geraldo Vietri                                   | [ 58 ] |
| 2 de outubro de 1967                                                                        | 30 de dezembro de 1967                          | Estrelas no Chão                  | 85   | 20h00                 | Lauro César Muniz                            | Wanda Kosmo                                      | [ 59 ] |
| 1 de janeiro de 1968                                                                        | 20 de julho de 1968                             | O Décimo Mandamento               | 105  | 19h00                 | Benedito Ruy Barbosa                         | Antônio Abujamra                                 | [ 60 ] |
| 23 de janeiro de 1968                                                                       | 18 de abril de 1968                             | Amor sem Deus                     | 60   | 20h00                 | Alba Garcia                                  | Ivan Mesquita                                    | [ 61 ] |
| 1 de abril de 1968                                                                          | 15 de junho de 1968                             | Os Amores de Bob                  | 55   | 17h45                 | Lúcia Lambertini                             | Lúcia Lambertini                                 | [ 62 ] |
| 1 de abril de 1968                                                                          | 29 de junho de 1968                             | O Homem Que Sonhava Colorido      | 55   | 18h15                 | Sylvan Paezzo                                | Antônio Abujamra                                 | [ 63 ] |
| 1 de abril de 1968                                                                          | 29 de junho de 1968                             | O Rouxinol da Galileia            | 73   | 18h45                 | Wanda Kosmo                                  | Wanda Kosmo                                      | [ 64 ] |
| 1 de abril de 1968                                                                          | 13 de julho de 1968                             | O Coração não Envelhece           | 75   | 19h15                 | Ely Farah                                    | Geraldo Vietri                                   | [ 65 ] |
| 11 de julho de 1968                                                                         | 3 de maio de 1969                               | Antônio Maria                     | 251  | 19h00                 | Geraldo Vietri Walther Negrão                | Geraldo Vietri                                   | [ 66 ] |
| 28 de outubro de 1968                                                                       | 27 de dezembro de 1969                          | Sozinho no Mundo                  | 54   | 18h30                 | Dulce Santucci                               | Wanda Kosmo                                      | [ 67 ] |
| 4 de novembro de 1968                                                                       | 30 de novembro de 1969                          | Beto Rockfeller                   | 335  | 20h00                 | Bráulio Pedroso                              | Lima Duarte Walter Avancini                      | [ 68 ] |
| 30 de dezembro de 1968                                                                      | 18 de Fevereiro de 1969                         | O Retrato de Laura                | 60   | 18h30                 | Ciro Bassini                                 | Mario Brasini Ítalo Rossi                        | [ 69 ] |
| 19 de fevereiro de 1969                                                                     | 18 de maio de 1969                              | Um Gosto Amargo de Festa          | 96   | 18h30                 | Cláudio Cavalcanti                           | Ítalo Rossi Mario Brasini                        | [ 70 ] |
| 3 de março de 1969                                                                          | 21 de junho de 1969                             | O Doce Mundo de Guida             | 80   | 15h00 (SP) 18h00 (RJ) | Aparecida Menezes Giuseppe Ghiaroni(roteiro) | Mario Brasini Cardoso Filho                      | [ 71 ] |
| 1 de maio de 1969                                                                           | 5 de julho de 1970                              | Nino, o Italianinho               | 355  | 19h00                 | Geraldo Vietri Walther Negrão                | Geraldo Vietri                                   | [ 72 ] |
| 20 de maio de 1969                                                                          | 1 de novembro de 1969                           | Enquanto Houver Estrelas          | 174  | 18h30                 | Mario Brasini                                | Mario Brasini                                    | [ 73 ] |
| 21 de julho de 1969                                                                         | 7 de dezembro de 1969                           | Nenhum Homem É Deus               | 99   | 21h00                 | Sérgio Jockyman                              | Antônio Abujamra Benjamin Cattan                 | [ 74 ] |
| 1 de dezembro de 1969                                                                       | 16 de maio de 1970                              | Super Plá                         | 143  | 20h00                 | Bráulio Pedroso Marcos Rey                   | Walter Avancini Antônio Abujamra Benjamin Cattan | [ 75 ] |
| 8 de dezembro de 1969                                                                       | 16 de maio de 1970                              | João Juca Jr.                     | 114  | 22h00 18h30           | Sylvan Paezzo                                | Walter Avancini Plínio Marcos                    | [ 76 ] |

### Década de 1970
| Início                                          | Término                 | Título                        | Cap. | Horário     | Autoria                                            | Diretor                                          | Ref     |
| ----------------------------------------------- | ----------------------- | ----------------------------- | ---- | ----------- | -------------------------------------------------- | ------------------------------------------------ | ------- |
| 23 de fevereiro de 1970                         | 5 de junho de 1970      | E Nós, Aonde Vamos?           | 75   | 22h00       | Gloria Magadan                                     | Sérgio Britto Mario Brasini Hilton Marques       | [ 77 ]  |
| 18 de maio de 1970                              | 22 de setembro de 1970  | A Gordinha                    | 138  | 18h30 20h00 | Sérgio Jockyman                                    | Antônio Abujamra                                 | [ 78 ]  |
| 18 de maio de 1970                              | 12 de novembro de 1970  | As Bruxas                     | 154  | 20h00 21h30 | Ivani Ribeiro                                      | Walter Avancini Carlos Zara                      | [ 79 ]  |
| 6 de julho de 1970                              | 26 de junho de 1971     | Simplesmente Maria            | 312  | 19h00 20h00 | Benjamin Cattan Benedito Ruy Barbosa               | Benjamin Cattan Walter Avancini                  | [ 81 ]  |
| 24 de setembro de 1970                          | 31 de dezembro de 1970  | Toninho on the Rocks          | 44   | 20h00       | Teixeira Filho                                     | Lima Duarte                                      | [ 82 ]  |
| 30 de novembro de 1970                          | 30 de agosto de 1971    | O Meu Pé de Laranja Lima      | 235  | 18h30       | Ivani Ribeiro                                      | Carlos Zara                                      | [ 84 ]  |
| 4 de janeiro de 1971                            | 27 de fevereiro de 1971 | A Selvagem                    | 48   | 20h00       | Geraldo Vietri Gian Carlo Ivani Ribeiro(argumento) | Geraldo Vietri Henrique Martins                  | [ 86 ]  |
| 1 de março de 1971                              | 11 de março de 1972     | A Fábrica                     | 312  | 19h00       | Geraldo Vietri                                     | Geraldo Vietri                                   | [ 87 ]  |
| 28 de junho de 1971                             | 14 de novembro de 1971  | Hospital                      | 120  | 20h00       | Benjamin Cattan                                    | Walter Avancini                                  | [ 88 ]  |
| 1 de setembro de 1971                           | 4 de março de 1972      | Nossa Filha Gabriela          | 169  | 18h30       | Ivani Ribeiro                                      | Carlos Zara                                      | [ 89 ]  |
| 15 de novembro de 1971                          | 24 de junho de 1972     | O Preço de um Homem           | 197  | 20h00       | Ody Fraga                                          | Henrique Martins                                 | [ 91 ]  |
| 6 de março de 1972                              | 3 de outubro de 1972    | Signo da Esperança            | 207  | 18h30       | Marcos Rey                                         | Carlos Zara                                      | [ 92 ]  |
| 13 de março de 1972                             | 12 de setembro de 1972  | Na Idade do Lobo              | 185  | 19h00       | Sérgio Jockyman                                    | Walter Avancini Carlos Zara                      | [ 93 ]  |
| 26 de junho de 1972                             | 2 de dezembro de 1972   | Bel-Ami                       | 132  | 20h00       | Ody Fraga Teixeira Filho                           | Henrique Martins                                 | [ 94 ]  |
| 13 de setembro de 1972                          | 14 de julho de 1973     | Vitória Bonelli               | 233  | 19h00       | Geraldo Vietri                                     | Geraldo Vietri                                   | [ 95 ]  |
| 5 de outubro de 1972                            | 23 de março de 1973     | Camomila e Bem-me-quer        | 147  | 18h30       | Ivani Ribeiro                                      | Carlos Zara Edison Braga                         | [ 96 ]  |
| 4 de dezembro de 1972                           | 24 de março de 1973     | A Revolta dos Anjos           | 96   | 20h00       | Carmem da Silva                                    | Henrique Martins Luiz Gallon                     | [ 97 ]  |
| (SP) Novembro de 1972 (RJ) 07 de agosto de 1972 | (SP) Agosto de 1973     | Tempo de Viver                | 234  | 23h00       | Péricles Leal                                      | Jece Valadão Marlos Andrelucci Armando Couto     | [ 98 ]  |
| 26 de março de 1973                             | 5 de fevereiro de 1974  | Mulheres de Areia             | 253  | 20h00       | Ivani Ribeiro                                      | Edison Braga Carlos Zara                         | [ 99 ]  |
| 26 de março de 1973                             | 9 de novembro de 1973   | A Volta de Beto Rockfeller    | 197  | 20h30       | Bráulio Pedroso                                    | Oswaldo Loureiro                                 | [ 100 ] |
| 16 de julho de 1973                             | 17 de novembro de 1973  | Rosa dos Ventos               | 108  | 19h00       | Teixeira Filho                                     | Henrique Martins                                 | [ 101 ] |
| 8 de novembro de 1973                           | 28 de dezembro de 1973  | O Conde Zebra                 | 74   | 20h30       | Sérgio Jockyman                                    | Luiz Gallon                                      | [ 102 ] |
| 19 de novembro de 1973                          | 29 de junho de 1974     | As Divinas... e Maravilhosas  | 191  | 19h00       | Vicente Sesso                                      | Oswaldo Loureiro Egberto Luiz                    | [ 103 ] |
| 5 de fevereiro de 1974                          | 7 de setembro de 1974   | Os Inocentes                  | 174  | 20h00       | Ivani Ribeiro                                      | Edison Braga Antônio Moura Mattos                | [ 104 ] |
| 5 de fevereiro de 1974                          | 15 de abril de 1975     | O Machão                      | 371  | 20h30       | Sérgio Jockyman Ivani Ribeiro (argumento)          | Luiz Gallon                                      | [ 105 ] |
| 1 de julho de 1974                              | 15 de fevereiro de 1975 | A Barba-Azul                  | 198  | 19h00       | Ivani Ribeiro                                      | Henrique Martins Antônio de Moura Mattos         | [ 106 ] |
| 9 de setembro de 1974                           | 31 de maio de 1975      | Ídolo de Pano                 | 227  | 20h00       | Teixeira Filho                                     | Henrique Martins                                 | [ 107 ] |
| 17 de fevereiro de 1975                         | 20 de setembro de 1975  | Meu Rico Português            | 189  | 19h00       | Geraldo Vietri                                     | Geraldo Vietri                                   | [ 108 ] |
| 14 de abril de 1975                             | 10 de janeiro de 1976   | O Velho, o Menino e o Burro   | 184  | 18h00       | Carmem Lídia                                       | Antônio Moura Mattos                             | [ 109 ] |
| 16 de abril de 1975                             | 9 de agosto de 1975     | O Sheik de Ipanema            | 95   | 20h30       | Sérgio Jockyman                                    | Luís Gallon                                      | [ 110 ] |
| 2 de junho de 1975                              | 30 de setembro de 1975  | Ovelha Negra                  | 100  | 20h00       | Walther Negrão Chico de Assis                      | Edison Braga Atílio Riccó                        | [ 111 ] |
| 11 de agosto de 1975                            | 24 de dezembro de 1975  | Vila do Arco                  | 100  | 20h30       | Sérgio Jockyman                                    | Luiz Gallon                                      | [ 113 ] |
| 22 de setembro de 1975                          | 29 de maio de 1976      | Um dia, o Amor                | 212  | 19h00       | Teixeira Filho                                     | David Grinberg                                   | [ 114 ] |
| 1 de outubro de 1975                            | 27 de março de 1976     | A Viagem                      | 141  | 20h00       | Ivani Ribeiro                                      | Edison Braga Atílio Riccó                        | [ 115 ] |
| 7 de janeiro de 1976                            | 23 de abril de 1976     | Canção para Isabel            | 90   | 18h30       | Heloísa Castellar                                  | Antônio Moura Mattos                             | [ 116 ] |
| 29 de março de 1976                             | 2 de outubro de 1976    | Xeque-mate                    | 161  | 20h00       | Walther Negrão Chico de Assis                      | David Grinberg                                   | [ 117 ] |
| 26 de abril de 1976                             | 28 de janeiro de 1977   | Papai Coração                 | 200  | 18h00       | José Castellar                                     | Edison Braga Atílio Riccó                        | [ 118 ] |
| 31 de maio de 1976                              | 27 de novembro de 1976  | Os Apóstolos de Judas         | 159  | 19h00       | Geraldo Vietri                                     | Geraldo Vietri                                   | [ 119 ] |
| 4 de outubro de 1976                            | 30 de abril de 1977     | O Julgamento                  | 178  | 20h00       | Carlos Queiroz Telles Renata Pallottini            | Edison Braga Álvaro Fugulin                      | [ 120 ] |
| 29 de novembro de 1976                          | 4 de junho de 1977      | Tchan, a Grande Sacada        | 160  | 19h00       | Marcos Rey                                         | Antônio Moura Mattos                             | [ 121 ] |
| 2 de maio de 1977                               | 22 de outubro de 1977   | Um Sol Maior                  | 150  | 20h00       | Teixeira Filho                                     | Edison Braga Henrique Martins Waldemar de Moraes | [ 121 ] |
| 9 de maio de 1977                               | 20 de agosto de 1977    | Cinderela 77                  | 90   | 18h00       | Walther Negrão Chico de Assis                      | Antônio Moura Mattos                             | [ 122 ] |
| 6 de junho de 1977                              | 31 de dezembro de 1977  | Éramos Seis                   | 165  | 19h00       | Sílvio de Abreu Rubens Ewald Filho                 | Atílio Riccó Plínio Paulo Fernandes              | [ 124 ] |
| 24 de outubro de 1977                           | 29 de abril de 1978     | O Profeta                     | 159  | 20h00       | Ivani Ribeiro                                      | Antonino Seabra Álvaro Fugulin                   | [ 125 ] |
| 2 de janeiro de 1978                            | 9 de setembro de 1978   | João Brasileiro, o Bom Baiano | 210  | 19h00       | Geraldo Vietri                                     | Geraldo Vietri                                   | [ 126 ] |
| 1 de maio de 1978                               | 28 de outubro de 1978   | Roda de Fogo                  | 156  | 20h00       | Sérgio Jockyman Walther Negrão                     | Atílio Riccó Henrique Martins                    | [ 127 ] |
| 31 de julho de 1978                             | 26 de maio de 1979      | O Direito de Nascer           | 224  | 19h30       | Teixeira Filho Carmem Lídia                        | Antonino Seabra Álvaro Fugulin                   | [ 129 ] |
| 11 de setembro de 1978                          | 10 de março de 1979     | Salário Mínimo                | 150  | 19h00       | Chico de Assis                                     | Antônio Abujamra                                 | [ 130 ] |
| 13 de novembro de 1978                          | 30 de abril de 1979     | Aritana                       | 146  | 20h00       | Ivani Ribeiro                                      | Luiz Gallon Álvaro Fugulin Atílio Riccó          | [ 131 ] |
| 21 de maio de 1979                              | 30 de outubro de 1979   | Gaivotas                      | 140  | 21h00 22h00 | Jorge Andrade                                      | Henrique Martins Edison Braga                    | [ 132 ] |
| 26 de junho de 1979                             | 22 de fevereiro de 1980 | Como Salvar Meu Casamento     | 140  | 20h00       | Edy Lima Ney Marcondes Carlos Lombardi             | Atílio Riccó                                     | [ 134 ] |
| 6 de agosto de 1979                             | 21 de janeiro de 1980   | Dinheiro Vivo                 | 150  | 19h00       | Mário Prata                                        | José de Anchieta                                 | [ 135 ] |

### Década de 1980
| Início                | Término               | Título                        | Cap. | Horário | Autoria            | Diretor      | Ref     |
| --------------------- | --------------------- | ----------------------------- | ---- | ------- | ------------------ | ------------ | ------- |
| 28 de janeiro de 1980 | 31 de janeiro de 1980 | Drácula, uma História de Amor | 4    | 19h00   | Rubens Ewald Filho | Atílio Riccó | [ 137 ] |
| não foi exibida       | não foi exibida       | Maria Nazaré                  | -    | 20h00   | Teixeira Filho     | Carlos Zara  | [ 139 ] |

## Telenovelas da TV Itacolomi
A TV Itacolomi (canal 4 de Belo Horizonte) foi uma das emissoras próprias da Tupi. Fundada em 8 de novembro de 1955, encerrou suas atividades em 18 de julho de 1980, tendo seu lugar ocupado posteriormente pela TV Manchete Minas (1983-1999) e pela RedeTV! Belo Horizonte (1999-presente). Durante seus 24 anos de existência, a TV Itacolomi exibiu cinco telenovelas diárias próprias, entre 1964 e 1965.
| # | Início                | Término                | Título                    | Cap. | Horário     | Autoria                  | Diretor                   | Ref     |
| - | --------------------- | ---------------------- | ------------------------- | ---- | ----------- | ------------------------ | ------------------------- | ------- |
| 1 | 10 de agosto de 1964  | 14 de agosto de 1964   | Uma Consciência de Mulher | 005  | 17h40       | Otávio Cardoso           | Salvador Alberto          | [ 140 ] |
| 2 | 17 de agosto de 1964  | 18 de setembro de 1964 | Apenas um Fantasma        | 025  | 17h40       | Vicente Prates Léa Delba | Salvador Alberto          | [ 141 ] |
| 3 | 18 de janeiro de 1965 | 26 de abril de 1965    | Estrada do Pecado         | 067  | 20h20 21h00 | Janete Clair             | Palmira Barbosa           | [ 142 ] |
| 4 | 15 de janeiro de 1965 | 23 de abril de 1965    | Rosa Maria                | 067  | 17h40       | Otávio Cardoso           | Léa Delba Wilson Carneiro | [ 143 ] |
| 5 | 22 de abril de 1965   | 30 de abril de 1965    | Sinete Fatal              | 005  | 17h40       | Vicente Prates           | Salvador Alberto          | [ 144 ] |